# Memoria a largo plazo
La memoria a largo plazo (MLP), también llamada memoria inactiva o memoria secundaria, es un tipo de memoria que almacena recuerdos por un plazo de tiempo mayor a seis meses, sin que se le presuponga límite alguno de capacidad o duración. Se diferencia estructural y funcionalmente de la memoria a corto plazo y de la memoria de trabajo, que cumple la función de almacenar algunos elementos durante un espacio de tiempo breve (entre 20 y 30 segundos, aproximadamente). Biológicamente, la memoria a corto plazo consiste en una potenciación temporal de las conexiones neuronales que puede llegar a convertirse en memoria a largo plazo mediante un proceso de repetición y asociación significativa.
Los mecanismos biológicos subyacentes a la memoria a largo plazo no están  determinados, pero el proceso de potenciación a largo plazo, que conlleva un cambio físico en la estructura de las conexiones neuronales, ha sido propuesto como el mecanismo que con mayor probabilidad cumple la función de trasladar los recuerdos temporales al almacén de recuerdos a largo plazo.
Debido al hecho de que los recuerdos almacenados en la MLP son susceptibles de desvanecerse dentro del proceso natural del olvido, el mantenimiento de los recuerdos durante un periodo de tiempo prolongado depende del grado de profundidad con que se haya procesado la información, así como de las repetidas recuperaciones que se hagan periódicamente de los contenidos almacenados. Estas recuperaciones individuales pueden tener lugar en intervalos crecientes, de acuerdo con el principio de repetición espaciada. Esto puede suceder de forma natural, o mediante las evocaciones deliberadas (también conocidas como "recapitulaciones"), dependiendo a menudo de la importancia percibida del material a recordar.:)

## Codificación de la información
La memoria a largo plazo almacena la información a través de una codificación semántica, según las investigaciones llevadas a cabo por Alan Baddeley. Algunas teorías consideran al sueño como un factor de gran importancia en la consolidación y organización de los recuerdos a largo plazo.

## Clasificación y subtipos de MLP
El cerebro humano no almacena los recuerdos en una única estructura. Por el contrario, los diferentes tipos de memoria se almacenan en regiones cerebrales diferenciadas. La MLP suele dividirse en dos grandes subtipos: La memoria declarativa (explícita) y la memoria procedimental o implícita.
- La memoria explícita/memoria declarativa tiene que ver con todos aquellos recuerdos que se encuentran conscientemente disponibles. Las estructuras cerebrales que participan en su codificación son el hipocampo, la corteza entorrinal y la corteza perirrinal,[6] pero el almacenamiento de la información tiene lugar en otros lugares. La localización precisa de este almacén es desconocida, pero la mayoría de los estudios al respecto han propuesto a la corteza temporal como la ubicación más probable. La memoria declarativa, a su vez, se divide en:
  - Memoria episódica: Se refiere a los recuerdos relacionados con sucesos específicos vividos.
  - Memoria semántica: Se refiere a los conocimientos generales sobre el mundo (por ejemplo, el mecanismo del funcionamiento de un bolígrafo).
- La memoria implícita/memoria procedimental se refiere a la habilidad para realizar movimientos o utilizar objetos; por ejemplo, montar en bicicleta o utilizar un bolígrafo. Este tipo de información se codifica probablemente en el cerebelo y el cuerpo estriado.[7]

Asimismo, existen otros tipos de categorización y subdivisiones de los tipos de memoria que han resultado de interés para la investigación científica, como por ejemplo, la diferenciación entre memoria retrospectiva y memoria prospectiva. Otro tipo de memoria que se ha descrito es la memoria emocional, relacionada con los eventos o sucesos que provocan una emoción particularmente fuerte. Los recuerdos emocionales están disponibles de forma consciente, pero elicitan una poderosa respuesta fisiológica inconsciente. A este tipo de recuerdos corresponde una ruta fisiológica única que incluye conexiones desde la amígdala cerebral hasta la corteza prefrontal, así como un número mucho más reducido de conexiones en el sentido opuesto.

## Trastornos de la MLP
Los deslices y lapsus de memoria son muy frecuentes y aumentan de forma natural con la edad, en casos de enfermedad o en situaciones de estrés. Los problemas más graves tienen lugar por causas relacionadas con daños por traumatismo craneoencefálico o enfermedades neurodegenerativas. 

### Problemas de memoria en la vida cotidiana
Los problemas de memoria que se experimentan en la vida cotidiana tienen que ver con olvidos o recuerdos fallidos. El fenómeno de la punta de la lengua es particularmente frustrante, ya que la persona intenta infructuosamente recordar algo que sabe que debe estar disponible en su memoria. En términos fisiológicos puede decirse que las neuronas están activadas, pero los receptores no responden adecuadamente.  

### Traumatismo craneoencefálico
La mayor parte de los avances en el estudio del funcionamiento de la memoria tienen lugar en el contexto de los estudios sobre lesiones provocadas en ratas o primates sobre regiones cerebrales específicas, pero algunos de los trabajos más importantes se han realizado mediante estudios de daños cerebrales sobrevenidos accidentalmente. El caso más famoso en los trabajos sobre memoria reciente ha sido el del paciente HM, un paciente de epilepsia que fue tratado mediante la extirpación de parte del hipocampo, la corteza parahipocampal y los tejidos circundantes. Como consecuencia de la intervención, este paciente sufrió una amnesia anterógrada total, y una amnesia retrógrada parcial. Estos resultados proporcionaron las primeras pruebas sólidas de la localización cerebral de la función memorística, y sirvieron para clarificar las diferencias existentes entre la memoria declarativa y la memoria procedimental.

### Enfermedades neurodegenerativas
Muchas enfermedades neurodegenerativas pueden provocar pérdidas de memoria. Algunas de las enfermedades con un mayor índice de prevalencia (y en consecuencia, más profusamente investigadas) son la enfermedad de Alzheimer, la demencia, la enfermedad de Huntington, la esclerosis múltiple, la enfermedad de Parkinson y la esquizofrenia. Ninguna de estas enfermedades actúa únicamente provocando daños en la memoria, sino que esta pérdida de memoria es el resultado de un deterioro neuronal generalizado. Hoy por hoy, estas enfermedades son irreversibles, pero las investigaciones en materia de células madre, psicofarmacología e ingeniería genética permiten albergar esperanzas de cara al futuro.

## Mecanismos biológicos a nivel celular
A diferencia de lo que ocurre en el caso de la MCP, la MLP depende de la construcción de nuevas proteínas. Esto ocurre en el interior del cuerpo celular, y concierne particularmente a los neurotransmisores y receptores, así como a la formación de nuevas rutas sinápticas que refuerzan la comunicación interneuronal. La producción de nuevas proteínas dedicadas al reforzamiento sináptico se desencadena tras la liberación de ciertas sustancias en el interior de la célula (como el calcio en el interior de las neuronas hipocampales). En el caso de las células hipocampales, esta liberación depende de la expulsión de magnesio (una sustancia bloqueadora) que se produce tras un señalamiento sináptico repetido y significativo. La expulsión temporal de magnesio permite a los receptores NMDA liberar calcio al interior de la célula, una señal que conduce a la transcripción genética y la consecuente construcción de proteínas reforzantes. Para más información, véase potenciación a largo plazo.
Una de las proteínas sintetizadas durante la consolidación de los recuerdos a largo plazo es también crítica para el mantenimiento de esta memoria. Esta proteína es una forma activa de la enzima proteína quinasa C, conocida como PKMζ. Esta enzima mantiene la intensidad de la fuerza sináptica, por lo que la inhibición de la PKMζ puede eliminar los recuerdos ya establecidos a largo plazo sin afectar a la memoria a corto plazo. Cuando este inhibidor es eliminado, la capacidad de codificar y almacenar nuevos recuerdos a largo plazo se restaura. Además, otro factor importante para la persistencia de los recuerdos a largo plazo es el factor neurotrófico derivado del cerebro.